# Rajd Tatr 1981
Rajd Tatr 1981 (13. Int. Rallye Tatry 1981) – 13. edycja rajdu samochodowego Rajd Tatr rozgrywanego w Czechosłowacji. Rozgrywany był od 12 do 13 września 1981 roku. Rajd był piątą  rundą Rajdowego Pucharu Pokoju i Przyjaźni w roku 1981.

## Klasyfikacja rajdu
| Miejsce                | Kierowca               | Pilot                  | Samochód               | Czas                   | Strata                 |                        |
| Klasyfikacja generalna | Klasyfikacja generalna | Klasyfikacja generalna | Klasyfikacja generalna | Klasyfikacja generalna | Klasyfikacja generalna | Klasyfikacja generalna |
| ---------------------- | ---------------------- | ---------------------- | ---------------------- | ---------------------- | ---------------------- | ---------------------- |
| 1.                     | Franco Ceccato         | Massimo De Antoni      | Fiat 131 Abarth        | 4:15:37                | -                      |                        |
| 2.                     | Svatopluk Kvaizar      | Jan Soukup             | Škoda 130 RS           | 4:20:03                | +4:26                  |                        |
| 3.                     | Václav Blahna          | Pavel Schovánek        | Škoda 130 RS           | 4:20:37                | +5:00                  |                        |
| 4.                     | Attila Ferjáncz        | János Tandari          | Renault 5 Alpine       | 4:23:21                | +7:44                  |                        |
| 5.                     | Ladislav Křeček        | Bořivoj Motl           | Škoda 130 RS           | 4:24:19                | +8:42                  |                        |
| 6.                     | Václav Pech sen.       | Jiří Janeček           | Škoda 130 RS           | 4:24:50                | +9:13                  |                        |
| 7.                     | Nikolay Bolshikh       | Igor Bolshikh          | Lada VAZ 21011         | 4:33:15                | +17:38                 |                        |
| 8.                     | Paolo Pasutti          | Rinaldo Danelutti      | Opel Kadett            | 4:36:42                | +21:05                 |                        |
| 9.                     | Miroslav Lank          | Jan Teichmann          | Lada VAZ 21011 MTX     | 4:37:32                | +21:55                 |                        |
| 10.                    | Zdeněk Pipota          | Jan Pospíšil           | Škoda 130 RS           | 4:38:00                | +22:23                 |                        |
| Klasyfikacja RPPiP     |                        |                        |                        |                        |                        |                        |
| 1.                     | Svatopluk Kvaizar      | Jan Soukup             | Škoda 130 RS           | 4:20:03                | 0,0                    |                        |
| 2.                     | Václav Blahna          | Pavel Schovánek        | Škoda 130 RS           | 4:20:37                | +5:00                  |                        |
| 3.                     | Attila Ferjáncz        | János Tandari          | Renault 5 Alpine       | 4:23:21                | +7:44                  |                        |
| 4.                     | Ladislav Křeček        | Bořivoj Motl           | Škoda 130 RS           | 4:24:19                | +8:42                  |                        |
| 5.                     | Václav Pech sen.       | Jiří Janeček           | Škoda 130 RS           | 4:24:50                | +9:13                  |                        |
| 6.                     | Nikolay Bolshikh       | Igor Bolshikh          | Lada VAZ 21011         | 4:33:15                | +17:38                 |                        |
| 7.                     | Miroslav Lank          | Jan Teichmann          | Lada VAZ 21011 MTX     | 4:37:32                | +21:55                 |                        |
| 8.                     | Zdeněk Pipota          | Jan Pospíšil           | Škoda 130 RS           | 4:38:00                | +22:23                 |                        |